# Ya no sufro por amor
Ya no Sufro por Amor, publicado en 2005, es un ensayo de la escritora española Lucía Etxebarria.
El libro es un análisis de las penas de amor tomando como referencias campos como el psicoanálisis, la psicología, la filosofía, la sociología, la literatura, la revolución posfeminista, el relato autobiográfico y el sentido del humor, habituales en la obra de la escritora.
Tomado por un libro de autoayuda por parte de los detractores de la escritora,[cita requerida] el libro ha sido acusado de plagio. En septiembre de 2006, el juzgado de lo mercantil número 2 de Valencia admitió a trámite una demanda civil por "apropiación indebida" y " vulneración del derecho de propiedad intelectual" que el psicólogo Jorge Castelló había presentado dos meses antes. En su escrito, Castelló explicaba cómo párrafos completos del libro de Etxebarria Ya no sufro por amor habían sido copiados de su artículo Dependencia emocional y violencia doméstica, publicado en 2004 en la web Psicocentro y en el número 3 de Locard, la revista oficial de la Asociación Valenciana de Criminología y difundido después a través de Internet por el Colegio Oficial de Psicólogos de la Comunidad Valenciana.
Finalmente no llegó a celebrarse juicio, puesto que Lucía Etxebarria y Jorge Castelló llegaron a un acuerdo extrajudicial en el que la escritora reconocía que había utilizado los textos del psicólogo y acordaba pagarle 3000 euros de indemnización. Según la escritora, el incidente se había debido a un error material al haberse omitido las notas a pie de página donde indicaba la autoría de Jorge Castelló.